# Czortowiec (obwód iwanofrankiwski)
Czortowiec (ukr. Чортовець; 1976–1993 Nazarenkowe, Назаренкове) – wieś na Ukrainie, w  obwodzie iwanofrankiwskim, w rejonie horodeńskim.

## Historia
Przez pewien czas, m.in. w 1714 wieś dzierżawił Ludwik Lisiecki herbu Dryja.